# Gitte Adler Reimer
Gitte Adler Reimer (* 5. dubna 1969, Nuuk) je grónská antropoložka, vysokoškolská pedagožka a od roku 2017 rektorka Grónské univerzity.

## Životopis
Gitte Adler Reimer vystudovala střední školu Atuarfik Samuel Kleinschmidt v Nuuku a následně nastoupila na studium kulturní a sociální historie na Grónské univerzitě. Zde získala v roce 2011 doktorát v oboru Arktická kultura, jazyk a společnost. Od doby, kdy získala doktorát, se hluboce antropologickým a historickým výzkumem v Grónsku a od roku 2014 je hlavní řešitelkou výzkumu populační dynamiky v Grónsku.
V letech 2011 až 2017 byla ředitelkou katedry kulturní a sociální historie na Grónské univerzitě a od roku 2015 byla ředitelkou institutu kultury, jazyka a historie na téže univerzitě. Dne 1. prosince 2017 vystřídala Tine Pars ve funkci rektorky Grónské univerzity. Během jejího působení ve funkci rektorky se musela univerzita vyrovnat s pandemií covidu-19.
Hovoří grónsky, dánsky a anglicky.